# Sylvain Maynier
Sylvain Maynier, né le 8 octobre 1977 à Poitiers, en France, est un joueur français de basket-ball actif de 1996 à 2010. Il évolue aux postes d'arrière et d'ailier.
Après l’obtention du diplôme universitaire de "Manager Général de Club Sportif professionnel" au CDES (Centre de Droit et d'Economie du Sport) de Limoges, il se spécialise dans les évènements sportifs (créateur du tournoi 3x3 Urban PB), le développement économique et marketing des clubs et structures sportives et accompagne les sportifs dans leur parcours de reconversion.

## Biographie
Clubs successifs
1996-99 : CEP Poitiers (N3)
1999-02 : Vichy (Pro B)
2002-03 : Vichy (Pro A)
2003-04 : Saint-Etienne (Pro B)
2004-05 : Nanterre (Pro B)
2005-06 : Poitiers (N1)
2006-09 : Poitiers (Pro B)
2009-10 : Poitiers (Pro A)
Palmarès: Champion de France Pro B en 2002 et 2009 – Champion de France Nationale 1 en 2006

### Vie post-sportive
Après son retrait des parquets en tant que joueur, il intègre le staff administratif du Poitiers Basket 86.
Il est aussi consultant pour La chaîne L'Équipe et commente les compétitions internationales de 3x3.
En 2016, il fonde sa propre agence événementielle et organise le tout premier tournoi international FIBA sur le territoire français, l'Europe Cup Qualifier à Poitiers. 3 ans plus tard, et alors que la discipline est devenue olympique, son entreprise devient le premier promoteur privé à intégrer le circuit World Tour de la FIBA.